# Referendumul din Crimeea, 2014

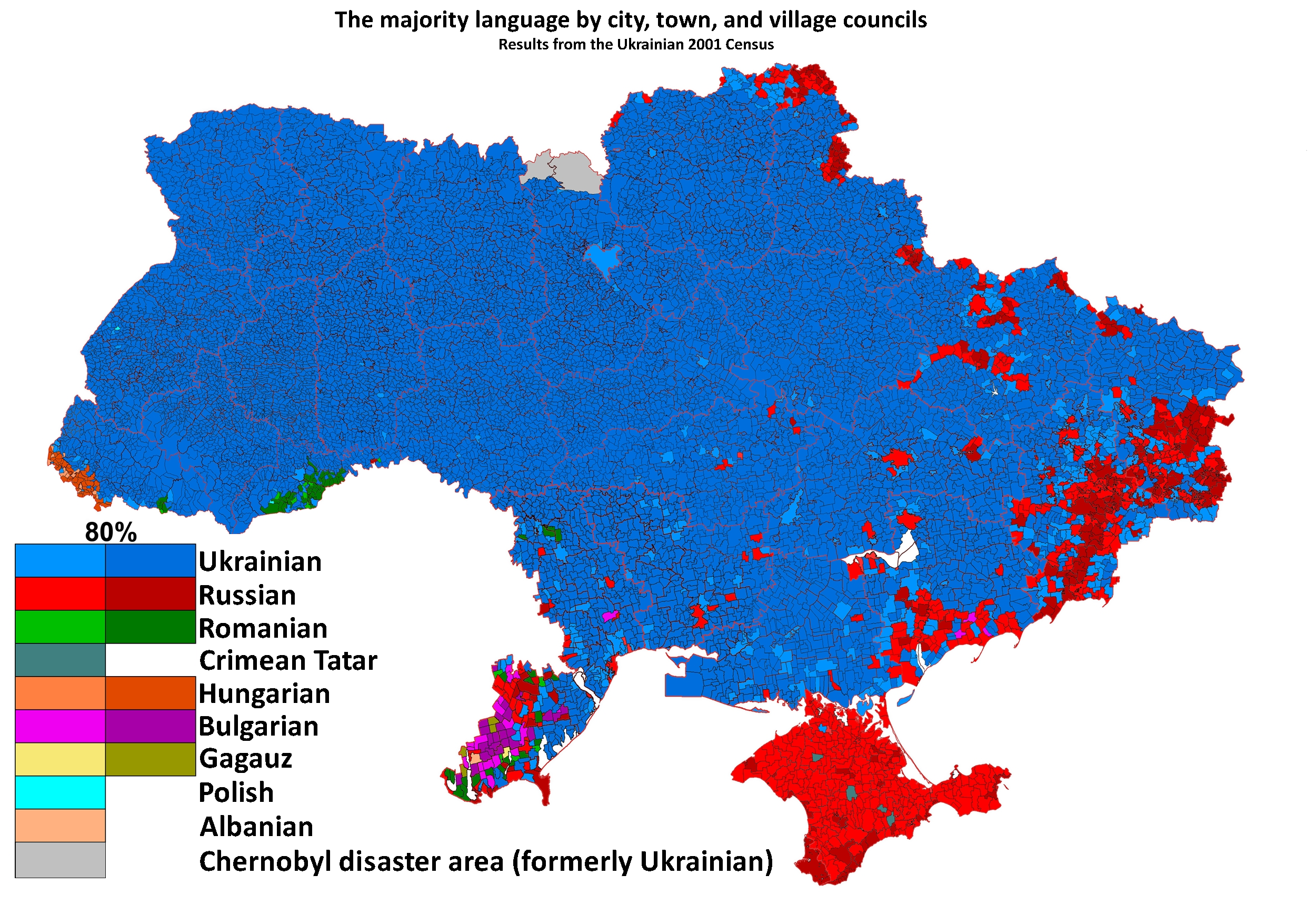
Demografia Ucrainei conform Recensământului din 2001

Referendumul din Crimeea cu privire la aderarea la Federația Rusă a avut loc în Republica Autonomă Crimeea pe 16 martie 2014. Pe fundalul crizei din Crimeea, membrii Consiliului Suprem al Republicii Autonome au votat pe 6 martie ieșirea în mod oficial din componența Ucrainei și alăturarea la Federația Rusă. Guvernul Ucrainei, tătarii crimeeni și mai multe state au susținut că orice referendum organizat de autoritățile din Crimeea este neconstituțional și nelegitim.
La referendum au fost puse două întrebări: 
Prima: Sunteți pentru aderarea Crimeii la Federația Rusă, cu statut de subiect al Federației?
Și a doua: Sunteți pentru revenirea la constituția Crimeii din 1992?
Potrivit constituției Crimeii din 1992, republica face parte din Ucraina și-și stabilește cu aceasta relațiile în baza acordurilor și înțelegerilor.
La referendum ar fi participat 1.274.096 de alegători, adică 83,1% din locuitorii cu drept de vot din republica autonomă, iar pentru alipirea Crimeii la Rusia s-au pronunțat 96,77 % din alegători (1.233.002 de persoane).
Conform articolului 73 din Constituția Ucrainei, orice plan de modificare a teritoriului Ucrainei trebuie supus la vot în cadrul unui referendum național (așadar, nu local).
Referendumul s-a desfășurat fără observatori internaționali, cei de la OSCE fiind de două ori întorși din drum.

## Rusia
Luni, 17 martie 2014, președintele rus Vladimir Putin a semnat decretul de recunoaștere a regiunii ucrainene Crimeea drept stat suveran și independent. În conformitate cu dreptul internațional, recunoașterea Crimeii ca stat independent este o etapă necesară pentru integrarea în Rusia, întrucât acest proces trebuie să facă obiectul unui acord între două state independente.
Marți 18 martie 2014, președintele rus Vladimir Putin și noii lideri ai peninsulei Crimeea (președintele legislativului din Crimeea, premierul Crimeii și primarul orașului Sevastopol) au semnat acordul prin care regiunea Crimeea și orașul Sevastopol intră în componența Federației Ruse.
La 21 martie 2014, Duma de Stat a examinat posibilitatea anexării Crimeii la Federația Rusă, în ciuda faptului că Rusia, alături de Regatul Unit și SUA sunt garanți al integrității teritoriale a Ucrainei (cu Crimeea în componența sa), ca urmare a semnării Memorandumului de la Budapesta (1994).
Fostul președinte al Uniunii Sovietice, Mihail Gorbaciov, s-a declarat în favoarea referendumului din Crimeea, la care 96,77% dintre votanți s-au pronunțat pentru alipirea acestui teritoriu la Federația Rusă, considerând că astfel „s-a reparat o eroare istorică”.

## Rezultatul referendumului
Cum rușii constituie 60% din populație, iar tătarii crimeeni și ucrainenii au boicotat referendumul, autoritățile ruse au anunțat că o majoritate de peste 95% dintre participanții la referendum s-a pronunțat pentru aderarea peninsulei Crimeea la Rusia. Ulterior, în luna mai, revista Forbes a anunțat că o pagină de internet a președinției ruse ar fi publicat niște rezultate pe care le consideră ca fiind cele reale, în care prezența la vot ar fi fost în jur de 30%, dintre care doar aproape jumătate ar fi votat pentru alipirea la Rusia. Când rușii și-au dat seama de gafă, repede au șters acea informație .
Ca răspuns la obiecțiile ridicate de UE și SUA, Vladimir Putin a citat declarația adoptată de SUA în legătură cu situația din Kosovo. Documentul recunoștea că „declarațiile de independență pot încălca legislația internă a țărilor, însă acesta nu înseamnă că are loc o încălcare a dreptului internațional”.